# UEFA Europa League 2025–26
UEFA Europa League 2025–26 sẽ là mùa giải thứ 55 của giải đấu bóng đá cấp câu lạc bộ châu Âu do UEFA tổ chức và là mùa giải thứ 17 kể từ khi đổi tên từ Cúp UEFA thành UEFA Europa League.
Trận chung kết sẽ diễn ra vào ngày 20 tháng 5 năm 2026 tại sân vận động Beşiktaş ở Istanbul, Thổ Nhĩ Kỳ.
Đây là mùa giải thứ hai được tổ chức theo thể thức mới, thay thế vòng bảng 32 đội bằng vòng đấu hạng 36 đội.
Tottenham Hotspur là đương kim vô địch, nhưng sẽ không thể bảo vệ danh hiệu vì đội vô địch Europa League sẽ tự động giành quyền vào vòng đấu hạng Champions League, và thể thức mới không cho phép các câu lạc bộ chuyển từ Champions League sang Europa League từ vòng đấu hạng trở đi.

## Phân bổ các đội bóng
Tổng cộng có 77 đội từ 33 đến 40 trong số 55 hiệp hội thành viên UEFA dự kiến sẽ tham gia UEFA Europa League 2025–26. Trong số đó, 33 hiệp hội có các đội đủ điều kiện trực tiếp cho Europa League, trong khi 12 hiệp hội khác (không có bất kỳ đội bóng nào đủ điều kiện trực tiếp) có thể có các đội bóng thi đấu sau khi được chuyển sang từ Champions League. Xếp hạng hiệp hội dựa trên hệ số hiệp hội UEFA được sử dụng để xác định số lượng đội tham gia cho mỗi hiệp hội:
- Đội vô địch Conference League sẽ được tham dự Europa League (nếu không đủ điều kiện tham dự Champions League hoặc Europa League thông qua vị trí trong giải đấu quốc nội).
- Các hiệp hội xếp hạng từ 1 đến 12: mỗi hiệp hội có 2 đội.
- Các hiệp hội xếp hạng từ 13 đến 33 (trừ Nga[ghi chú RUS]): mỗi hiệp hội có 1 đội.
- 32 đội bị loại khỏi giai đoạn vòng loại và vòng play-off UEFA Champions League 2025–26 sẽ được chuyển sang Europa League.

### Xếp hạng hiệp hội
Đối với UEFA Europa League 2025–26, các hiệp hội được phân bổ vị trí theo hệ số hiệp hội UEFA năm 2024 của họ, hệ số này tính đến thành tích của họ tại các giải đấu châu Âu từ 2019–20 đến 2023–24.
Ngoài việc phân bổ dựa trên hệ số hiệp hội, các hiệp hội có thể có thêm đội bóng tham gia Europa League, như được ghi chú bên dưới:
- (UCL) – Các đội bổ sung được chuyển từ UEFA Champions League
- (CON) – Các đội bổ sung được chuyển từ UEFA Conference League

| Hạng | Hiệp hội    | Hệ số   | Đội | Ghi chú  |
| ---- | ----------- | ------- | --- | -------- |
| 1    | Anh         | 104.303 | 2   |          |
| 2    | Ý           | 90.284  | 2   |          |
| 3    | Tây Ban Nha | 89.489  | 2   |          |
| 4    | Đức         | 86.624  | 2   |          |
| 5    | Pháp        | 66.831  | 2   | +1 (UCL) |
| 6    | Hà Lan      | 61.300  | 2   | +1 (UCL) |
| 7    | Bồ Đào Nha  | 56.316  | 2   |          |
| 8    | Bỉ          | 48.800  | 2   |          |
| 9    | Thổ Nhĩ Kỳ  | 38.600  | 2   |          |
| 10   | Séc         | 36.050  | 2   | +1 (UCL) |
| 11   | Scotland    | 36.050  | 2   |          |
| 12   | Thụy Sĩ     | 32.975  | 2   | +1 (UCL) |
| 13   | Áo          | 32.600  | 1   | +1 (UCL) |
| 14   | Na Uy       | 31.625  | 1   | +1 (UCL) |
| 15   | Hy Lạp      | 31.525  | 1   | +1 (UCL) |
| 16   | Đan Mạch    | 31.450  | 1   |          |
| 17   | Israel      | 31.125  | 1   | +1 (UCL) |
| 18   | Ukraina     | 28.000  | 1   | +1 (UCL) |
| 19   | Serbia      | 27.775  | 1   |          |

| Hạng | Hiệp hội         | Hệ số  | Đội | Ghi chú           |
| ---- | ---------------- | ------ | --- | ----------------- |
| 20   | Croatia          | 25.525 | 1   | +1 (UCL)          |
| 21   | Ba Lan           | 25.375 | 1   | +1 (UCL)          |
| 22   | Nga              | 22.965 | 0   | [Ghi chú RUS]     |
| 23   | Síp              | 22.100 | 1   |                   |
| 24   | Hungary          | 21.875 | 1   |                   |
| 25   | Thụy Điển        | 21.500 | 1   | +1 (UCL)          |
| 26   | România          | 21.375 | 1   | +1 (UCL)          |
| 27   | Bulgaria         | 20.375 | 1   | +1 (UCL)          |
| 28   | Azerbaijan       | 20.125 | 1   |                   |
| 29   | Slovakia         | 19.625 | 1   | +1 (UCL)          |
| 30   | Slovenia         | 13.250 | 1   |                   |
| 31   | Moldova          | 13.125 | 1   |                   |
| 32   | Kosovo           | 11.541 | 1   | +1 (UCL)          |
| 33   | Kazakhstan       | 11.500 | 1   |                   |
| 34   | Phần Lan         | 11.125 | 0   | +1 (UCL) +1 (CON) |
| 35   | Cộng hòa Ireland | 10.875 | 0   | +1 (UCL)          |
| 36   | Armenia          | 10.625 | 0   | +1 (UCL)          |
| 37   | Latvia           | 10.625 | 0   | +1 (UCL)          |

| Hạng | Hiệp hội             | Hệ số  | Đội | Ghi chú  |
| ---- | -------------------- | ------ | --- | -------- |
| 38   | Quần đảo Faroe       | 10.375 | 0   |          |
| 39   | Bosna và Hercegovina | 10.000 | 0   | +1 (UCL) |
| 40   | Liechtenstein        | 10.000 | 0   |          |
| 41   | Iceland              | 9.583  | 0   | +1 (UCL) |
| 42   | Bắc Ireland          | 9.208  | 0   |          |
| 43   | Luxembourg           | 8.625  | 0   |          |
| 44   | Litva                | 8.500  | 0   |          |
| 45   | Malta                | 8.250  | 0   | +1 (UCL) |
| 46   | Gruzia               | 7.625  | 0   |          |
| 47   | Albania              | 7.375  | 0   |          |
| 48   | Estonia              | 7.207  | 0   |          |
| 49   | Belarus              | 6.625  | 0   |          |
| 50   | Bắc Macedonia        | 6.000  | 0   | +1 (UCL) |
| 51   | Andorra              | 5.998  | 0   |          |
| 52   | Wales                | 5.791  | 0   |          |
| 53   | Montenegro           | 5.708  | 0   |          |
| 54   | Gibraltar            | 4.957  | 0   | +1 (UCL) |
| 55   | San Marino           | 1.832  | 0   |          |

### Phân bổ
|                                  |                                  | Các đội tham dự vòng này | Các đội đi tiếp từ vòng trước                                                       | Các đội chuyển từ Champions League |
| -------------------------------- | -------------------------------- | --- | ----------------------------------------------------------------------------------- | --- |
| Vòng loại thứ nhất (16 đội)      | Vòng loại thứ nhất (16 đội)      | - 16 đội vô địch cúp quốc gia từ các hiệp hội hạng 17–34 (trừ Nga[ghi chú RUS] và Croatia) |                                                                                     | |
| Vòng loại thứ hai (16 đội)       | Vòng loại thứ hai (16 đội)       | - 1 đội vô địch cúp quốc gia từ hiệp hội hạng 16 - 6 đội đứng thứ ba giải quốc nội từ các hiệp hội hạng 7–12 - 1 đội đứng thứ tư giải quốc nội từ hiệp hội hạng 6                                                            | - 8 đội thắng từ vòng loại thứ nhất                                                 | |
| Vòng loại thứ ba (26 đội)        | Nhánh Vô địch (12 đội)           | |                                                                                     | - 12 đội thua ở vòng loại thứ hai Champions League (nhánh Vô địch) |
| Vòng loại thứ ba (26 đội)        | Nhánh League (14 đội)            | - 3 đội vô địch cúp quốc gia từ các hiệp hội hạng 13–15 | - 8 đội thắng từ vòng loại thứ hai                                                  | - 3 đội thua ở vòng loại thứ hai Champions League (Nhánh League) |
| Vòng play-off (24 đội)           | Vòng play-off (24 đội)           | - 5 đội vô địch cúp quốc gia từ các hiệp hội hạng 8–12 | - 13 đội thắng từ vòng loại thứ ba                                                  | - 6 đội thua ở vòng loại thứ ba Champions League (nhánh Vô địch) |
| Vòng đấu hạng (36 đội)           | Vòng đấu hạng (36 đội)           | - 7 đội vô địch cúp quốc gia từ các hiệp hội hạng 1–7 - 5 đội đứng thứ năm giải quốc nội từ các hiệp hội hạng 1–5 - 1 đội vô địch cúp từ hiệp hội hạng 20 là đội có hệ số câu lạc bộ cao nhất, ban đầu từ vòng loại thứ nhất | - 12 đội thắng ở vòng play-off                                                      | - 5 đội thua ở vòng play-off Champions League (nhánh Vô địch) - 4 đội thua ở vòng loại thứ ba Champions League (nhánh League) - 2 đội thua ở vòng play-off Champions League (nhánh League) |
| Vòng đấu loại trực tiếp (16 đội) | Vòng đấu loại trực tiếp (16 đội) | | - 16 đội hạng 9–24 từ vòng đấu hạng                                                 | |
| Vòng 16 đội (16 đội)             | Vòng 16 đội (16 đội)             | | - 8 đội hạng 1–8 từ vòng đấu hạng - 8 đội thắng từ vòng play-off đấu loại trực tiếp | |

Thông tin ở đây phản ánh việc Nga đang bị đình chỉ tham gia bóng đá châu Âu, do đó danh sách truy cập mặc định đã có những thay đổi sau:
- Đội vô địch cúp của hiệp hội hạng 16 (Đan Mạch) sẽ vào vòng loại thứ hai thay vì vòng loại thứ nhất.

Do nhà vô địch Conference League (Chelsea) đủ điều kiện tham dự vòng đấu hạng Champions League thông qua suất dự bị tiêu chuẩn của giải đấu trong nước nên danh sách tham dự mặc định đã có những thay đổi sau:
- Dinamo Zagreb, với tư cách là câu lạc bộ có hệ số câu lạc bộ cao nhất lẽ ra phải tham gia giai đoạn vòng loại hoặc vòng play-off, sẽ tham gia vòng đấu hạng thay vì vòng loại thứ nhất.
- Đội vô địch cúp của hiệp hội 34 (Phần Lan) sẽ tham gia vòng loại thứ nhất, thay vì vòng loại thứ hai Conference League.

### Các đội bóng
Các nhãn trong dấu ngoặc đơn cho thấy cách mỗi đội đủ điều kiện để giành vị trí trong vòng đấu bắt đầu:
- CON: Nhà vô địch Conference League
- CW: Đội vô địch cúp
- h3, h4, h5...: Thứ hạng trong giải quốc nội ở mùa giải trước
- RL: Vô địch mùa giải thông thường
- CL: Chuyển sang từ Champions League
  - CH/LP PO: Đội thua ở vòng play-off (nhánh Vô địch/League)
  - CH/LP Q3: Đội thua ở vòng loại thứ ba (nhánh Vô địch/League)
  - CH/LP Q2: Đội thua ở vòng loại thứ hai (nhánh Vô địch/League)

Vòng loại thứ ba được chia thành nhánh Vô địch (CH) và nhánh Chính (MP).
| Vòng đấu hạng      | Vòng đấu hạng      | Aston Villa (h6)              | Nottingham Forest (h7)[ghi chú ENG] | Bologna (CW)               | AS Roma (h5)                 |  |  |
| Vòng đấu hạng      | Vòng đấu hạng      | Real Betis (h6)               | Celta Vigo (h7)                     | VfB Stuttgart (CW)         | SC Freiburg (h5)             |  |  |
| Vòng đấu hạng      | Vòng đấu hạng      | Lille (h5)                    | Lyon (h6)                           | Go Ahead Eagles (CW)       | Porto (h3)                   |  |  |
| Vòng đấu hạng      | Vòng đấu hạng      | Dinamo Zagreb (h2)            | (CL CH PO)                          | (CL CH PO)                 | (CL CH PO)                   |  |  |
| Vòng đấu hạng      | Vòng đấu hạng      | (CL CH PO)                    | (CL CH PO)                          | (CL LP PO)                 | (CL LP PO)                   |  |  |
| Vòng đấu hạng      | Vòng đấu hạng      | Nice (CL LP Q3)               | Feyenoord (CL LP Q3)                | Viktoria Plzeň (CL LP Q3)  | Red Bull Salzburg (CL LP Q3) |  |  |
|                    |                    |                               |                                     |                            |                              |  |  |
| Vòng play-off      | Vòng play-off      | Genk (h3)                     | Samsunspor (h3)                     | Sigma Olomouc (CW)         | Aberdeen (CW)                |  |  |
| Vòng play-off      | Vòng play-off      | Young Boys (h3)               | Dynamo Kyiv (CL CH Q3)              | Lech Poznań (CL CH Q3)     | Malmö FF (CL CH Q3)          |  |  |
| Vòng play-off      | Vòng play-off      | Ludogorets Razgrad (CL CH Q3) | (CL CH Q3)                          | Shkëndija (CL CH Q3)       |                              |  |  |
|                    |                    |                               |                                     |                            |                              |  |  |
| Vòng loại thứ ba   | CH                 | Maccabi Tel Aviv (CL CH Q2)   | Rijeka (CL CH Q2)                   | FCSB (CL CH Q2)            | Drita (CL CH Q2)             |  |  |
| Vòng loại thứ ba   | CH                 | KuPS (CL CH Q2)               | Shelbourne (CL CH Q2)               | Noah (CL CH Q2)            | RFS (CL CH Q2)               |  |  |
| Vòng loại thứ ba   | CH                 | Zrinjski Mostar (CL CH Q2)    | Breiðablik (CL CH Q2)               | Hamrun Spartans (CL CH Q2) | Lincoln Red Imps (CL CH Q2)  |  |  |
| Vòng loại thứ ba   | MP                 | Wolfsberger (CW)              | Fredrikstad (CW)                    | PAOK (h3)                  | Servette (CL LP Q2)          |  |  |
| Vòng loại thứ ba   | MP                 | Brann (CL LP Q2)              | Panathinaikos (CL LP Q2)            |                            |                              |  |  |
|                    |                    |                               |                                     |                            |                              |  |  |
| Vòng loại thứ hai  | Vòng loại thứ hai  | Utrecht (h4)                  | Braga (h4)                          | Anderlecht (h4)            | Beşiktaş (h4)                |  |  |
| Vòng loại thứ hai  | Vòng loại thứ hai  | Baník Ostrava (h3)            | Hibernian (h3)                      | Lugano (h4)                | Midtjylland (h2)             |  |  |
|                    |                    |                               |                                     |                            |                              |  |  |
| Vòng loại thứ nhất | Vòng loại thứ nhất | Hapoel Be'er Sheva (CW)       | Shakhtar Donetsk (CW)               | Partizan (h2)              | Legia Warszawa (CW)          |  |  |
| Vòng loại thứ nhất | Vòng loại thứ nhất | AEK Larnaca (CW)              | Paks (CW)                           | BK Häcken (CW)             | CFR Cluj (CW)                |  |  |
| Vòng loại thứ nhất | Vòng loại thứ nhất | Levski Sofia (h2)             | Sabah (CW)                          | Spartak Trnava (CW)        | Celje (CW)                   |  |  |
| Vòng loại thứ nhất | Vòng loại thứ nhất | Sheriff Tiraspol (CW)         | Prishtina (CW)                      | Aktobe (CW)                | Ilves (h2)                   |  |  |

Ghi chú
1. ^ Anh (ENG): Ban đầu, đội vô địch Cúp FA 2024–25 (Crystal Palace) đủ điều kiện tham dự Europa League, và Newcastle đủ điều kiện tham dự Conference League với tư cách là đội vô địch Cúp EFL 2024–25. Tuy nhiên, UEFA đã ra phán quyết rằng Crystal Palace và Lyon đều là một phần của một nhóm do cùng một công ty sở hữu trước ngày 1 tháng 3, với việc Crystal Palace không đáp ứng được thời hạn và do đó bị giáng xuống Conference League.[4] (Crystal Palace sau đó có kháng cáo lên toà án Trọng tài Thể thao, song thất bại[5]). Vị trí của họ đã bị bỏ trống và được chuyển cho Newcastle United trong một cuộc trao đổi quyền tham dự cúp châu Âu. Tuy nhiên, vì Newcastle đã đủ điều kiện tham dự Champions League nhờ vị trí ở giải Ngoại hạng nên vị trí đó đã được trả lại cho giải đấu, và Nottingham Forest, với tư cách là câu lạc bộ có vị trí cao nhất chưa đủ điều kiện tham dự Champions League hoặc Europa League, đã giành được vị trí tham dự Europa League.[6]
2. ^ Nga (RUS): Vào ngày 28 tháng 2 năm 2022, các câu lạc bộ bóng đá và đội tuyển quốc gia Nga đã bị đình chỉ khỏi các cuộc thi của FIFA và UEFA do cuộc xâm lược Ukraina của Nga.[7] Các bảng phản ánh việc Nga đang bị đình chỉ khỏi các giải đấu của UEFA.[8]

## Lịch thi đấu
Lịch thi đấu của giải như sau. Các trận đấu được lên lịch vào thứ Năm, ngoại trừ trận chung kết diễn ra vào thứ Tư, mặc dù trường hợp ngoại lệ có thể diễn ra vào thứ Ba hoặc thứ Tư do xung đột lịch trình. Một tuần riêng biệt sẽ được tổ chức, trong đó cả thứ Tư và thứ Năm đều là ngày thi đấu, vào ngày 24 và 25 tháng 9.
| Giai đoạn               | Vòng                         | Ngày bốc thăm | Lượt đi                                       | Lượt về                                       |
| ----------------------- | ---------------------------- | ------------- | --------------------------------------------- | --------------------------------------------- |
| Vòng loại               | Vòng loại thứ nhất           | 17/6/2025     | 10/7/2025                                     | 17/7/2025                                     |
| Vòng loại               | Vòng loại thứ hai            | 18/6/2025     | 24/7/2025                                     | 31/7/2025                                     |
| Vòng loại               | Vòng loại thứ ba             | 21/7/2025     | 7/8/2025                                      | 14/8/2025                                     |
| Play-off                | Vòng play-off                | 4/8/2025      | 21/8/2025                                     | 28/8/2025                                     |
| Vòng đấu hạng           | Lượt trận thứ 1              | 29/8/2025     | 24–25/9/2025                                  | 24–25/9/2025                                  |
| Vòng đấu hạng           | Lượt trận thứ 2              | 29/8/2025     | 2/10/2025                                     | 2/10/2025                                     |
| Vòng đấu hạng           | Lượt trận thứ 3              | 29/8/2025     | 23/10/2025                                    | 23/10/2025                                    |
| Vòng đấu hạng           | Lượt trận thứ 4              | 29/8/2025     | 6/11/2025                                     | 6/11/2025                                     |
| Vòng đấu hạng           | Lượt trận thứ 5              | 29/8/2025     | 27/11/2025                                    | 27/11/2025                                    |
| Vòng đấu hạng           | Lượt trận thứ 6              | 29/8/2025     | 11/12/2025                                    | 11/12/2025                                    |
| Vòng đấu hạng           | Lượt trận thứ 7              | 29/8/2025     | 22/1/2026                                     | 22/1/2026                                     |
| Vòng đấu hạng           | Lượt trận thứ 8              | 29/8/2025     | 29/1/2026                                     | 29/1/2026                                     |
| Vòng đấu loại trực tiếp | Vòng play-off loại trực tiếp | 30/1/2026     | 19/2/2026                                     | 26/2/2026                                     |
| Vòng đấu loại trực tiếp | Vòng 16 đội                  | 27/2/2026     | 12/3/2026                                     | 19/3/2026                                     |
| Vòng đấu loại trực tiếp | Tứ kết                       | 27/2/2026     | 9/4/2026                                      | 16/4/2026                                     |
| Vòng đấu loại trực tiếp | Bán kết                      | 27/2/2026     | 30/4/2026                                     | 7/5/2026                                      |
| Vòng đấu loại trực tiếp | Chung kết                    | 27/2/2026     | 20/5/2026 tại sân vận động Beşiktaş, Istanbul | 20/5/2026 tại sân vận động Beşiktaş, Istanbul |

## Vòng loại

### Vòng loại thứ nhất
Lễ bốc thăm vòng loại thứ nhất được tổ chức vào ngày 17 tháng 6 năm 2025.
Lượt đi diễn ra vào ngày 10 tháng 7 và lượt về diễn ra vào ngày 17 tháng 7 năm 2025.
Đội thắng sẽ tiến vào vòng loại thứ hai. Đội thua sẽ được chuyển đến vòng loại thứ hai Conference League nhánh Chính.
| Đội 1            | TTSTooltip Aggregate score | Đội 2              | Lượt đi | Lượt về      |
| ---------------- | -------------------------- | ------------------ | ------- | ------------ |
| Shakhtar Donetsk | 6–0                        | Ilves              | 6–0     | 0–0          |
| Sheriff Tiraspol | 5–2                        | Prishtina          | 4–0     | 1–2          |
| Spartak Trnava   | 2–3                        | Häcken             | 0–1     | 2–2          |
| Sabah            | 5–6                        | Celje              | 2–3     | 3–3          |
| Legia Warszawa   | 2–0                        | Aktobe             | 1–0     | 1–0          |
| Levski Sofia     | 1–1 (3–1 p)                | Hapoel Be'er Sheva | 0–0     | 1–1 (s.h.p.) |
| AEK Larnaca      | 2–2 (6–5 p)                | Partizan           | 1–0     | 1–2 (s.h.p.) |
| Paks             | 0–3                        | CFR Cluj           | 0–0     | 0–3          |

### Vòng loại thứ hai
Lễ bốc thăm vòng loại thứ hai được tổ chức vào ngày 18 tháng 6 năm 2025.
Lượt đi diễn ra vào ngày 24 tháng 7 và lượt về diễn ra vào ngày 31 tháng 7 năm 2025.
Đội thắng trong các cặp đấu sẽ tiến vào vòng loại thứ ba nhánh Chính. Đội thua sẽ được chuyển đến vòng loại thứ ba Conference League nhánh Chính.
| Đội 1            | TTSTooltip Aggregate score | Đội 2            | Lượt đi | Lượt về      |
| ---------------- | -------------------------- | ---------------- | ------- | ------------ |
| Lugano           | 0–1                        | CFR Cluj         | 0–0     | 0–1 (s.h.p.) |
| Celje            | 2–3                        | AEK Larnaca      | 1–1     | 1–2          |
| Levski Sofia     | 0–1                        | Braga            | 0–0     | 0–1 (s.h.p.) |
| Baník Ostrava    | 3–4                        | Legia Warszawa   | 2–2     | 1–2          |
| Anderlecht       | 2–2 (2–4 p)                | BK Häcken        | 1–0     | 1–2 (s.h.p.) |
| Sheriff Tiraspol | 2–7                        | Utrecht          | 1–3     | 1–4          |
| Midtjylland      | 3–2                        | Hibernian        | 1–1     | 2–1 (s.h.p.) |
| Beşiktaş         | 2–6                        | Shakhtar Donetsk | 2–4     | 0–2          |

### Vòng loại thứ ba
Lễ bốc thăm vòng loại thứ ba được tổ chức vào ngày 21 tháng 7 năm 2025.
Lượt đi diễn ra vào ngày 5, 6 và 7 tháng 8, và lượt về diễn ra vào ngày 12 và 14 tháng 8 năm 2025.
Đội thắng sẽ tiến vào vòng play-off. Đội thua sẽ được chuyển sang vòng play-off Conference League.
| Đội 1            | TTSTooltip Aggregate score | Đội 2            | Lượt đi | Lượt về      |
| ---------------- | -------------------------- | ---------------- | ------- | ------------ |
| Nhánh Vô địch    |                            |                  |         |              |
| Lincoln Red Imps | 1–1 (6–5 p)                | Noah             | 1–1     | 0–0 (s.h.p.) |
| Rijeka           | 4–3                        | Shelbourne       | 1–2     | 3–1          |
| RFS              | 1–3                        | KuPS             | 1–2     | 0–1          |
| Hamrun Spartans  | 2–5                        | Maccabi Tel Aviv | 1–2     | 1–3          |
| Zrinjski Mostar  | 3–2                        | Breiðablik       | 1–1     | 2–1          |
| FCSB             | 6–3                        | Drita            | 3–2     | 3–1          |
| Nhánh Chính      |                            |                  |         |              |
| AEK Larnaca      | 5–3                        | Legia Warszawa   | 4–1     | 1–2          |
| Fredrikstad      | 1–5                        | Midtjylland      | 1–3     | 0–2          |
| CFR Cluj         | 1–4                        | Braga            | 1–2     | 0–2          |
| PAOK             | 1–0                        | Wolfsberger      | 0–0     | 1–0 (s.h.p.) |
| Servette         | 2–5                        | Utrecht          | 1–3     | 1–2          |
| BK Häcken        | 1–2                        | Brann            | 0–2     | 1–0          |
| Panathinaikos    | 0–0 (4–3 p)                | Shakhtar Donetsk | 0–0     | 0–0 (s.h.p.) |

## Vòng play-off
Lễ bốc thăm vòng play-off được tổ chức vào ngày 4 tháng 8 năm 2025.
Lượt đi sẽ diễn ra vào ngày 21 tháng 8 và lượt về sẽ diễn ra vào ngày 28 tháng 8 năm 2025.
Đội thắng sẽ tiến vào vòng đấu hạng. Đội thua sẽ được chuyển sang vòng đấu hạng Conference League.
| Đội 1             | TTSTooltip Aggregate score | Đội 2              | Lượt đi | Lượt về |
| ----------------- | -------------------------- | ------------------ | ------- | ------- |
| Maccabi Tel Aviv  | Trận 1                     | Dynamo Kyiv        | 21/8    | 28/8    |
| Shkëndija         | Trận 2                     | Ludogorets Razgrad | 21/8    | 28/8    |
| Slovan Bratislava | Trận 3                     | Young Boys         | 21/8    | 28/8    |
| Malmö FF          | Trận 4                     | Sigma Olomouc      | 21/8    | 28/8    |
| Panathinaikos     | Trận 5                     | Samsunspor         | 21/8    | 28/8    |
| Aberdeen          | Trận 6                     | FCSB               | 21/8    | 28/8    |
| Lech Poznań       | Trận 7                     | Genk               | 21/8    | 28/8    |
| Midtjylland       | Trận 8                     | KuPS               | 21/8    | 28/8    |
| Lincoln Red Imps  | Trận 9                     | Braga              | 21/8    | 28/8    |
| Zrinjski Mostar   | Trận 10                    | Utrecht            | 21/8    | 28/8    |
| Brann             | Trận 11                    | AEK Larnaca        | 21/8    | 28/8    |
| Rijeka            | Trận 12                    | PAOK               | 21/8    | 28/8    |

## Vòng đấu hạng
Lễ bốc thăm vòng đấu hạng UEFA Europa League 2025–26 sẽ diễn ra vào ngày 29 tháng 8 năm 2025. 36 đội bóng sẽ được chia thành bốn nhóm, mỗi nhóm chín đội dựa trên Hệ số câu lạc bộ UEFA.
36 đội sẽ được bốc thăm thủ công và sau đó phần mềm tự động sẽ bốc thăm ngẫu nhiên tám đối thủ khác nhau, xác định trận đấu nào sẽ diễn ra trên sân nhà và trận nào sẽ diễn ra trên sân khách. Mỗi đội sẽ thi đấu với hai đối thủ từ mỗi nhóm bốn đội, một trên sân nhà và một trên sân khách. Các đội không được đối mặt với các đối thủ từ cùng một hiệp hội và chỉ được bốc thăm với tối đa hai đội từ cùng một hiệp hội.
Aston Villa, Bologna,  Crystal Palace và Go Ahead Eagles sẽ lần đầu tiên xuất hiện kể từ khi vòng bảng được giới thiệu (mặc dù Aston Villa trước đó đã từng xuất hiện ở vòng bảng UEFA Cup và Bologna trước đó đã từng xuất hiện ở vòng đấu hạng UEFA Champions League). Ngoài ra, Crystal Palace và Go Ahead Eagles sẽ lần đầu tiên xuất hiện ở vòng bảng hoặc vòng đấu hạng của một giải đấu lớn của UEFA.
Tính đến ngày 25 tháng 5 năm 2025, các đội sau đây đã đủ điều kiện tham gia vòng đấu hạng:
Nhóm 1
(9)  AS Roma hs: 104.500
(18)  Porto hs: 79.750
(31)  Lille hs: 66.000
(38)  Dinamo Zagreb hs: 56.000
(40)  Real Betis hs: 52.250
Nhóm 1/2
(46)  Aston Villa hs: 47.250
(51)  Lyon hs: 43.750

Nhóm chưa biết (1/2/3/4)
(74)  SC Freiburg hs: 28.000
(mới)  Crystal Palace hs: 23.039
Nhóm 2/3/4
(89)  Bologna hs: 19.446
(mới)  Celta Vigo hs: 18.890
(102)  VfB Stuttgart hs: 17.226
(123)  Go Ahead Eagles hs: 13.430

### Bảng xếp hạng
| VT | Đội             | ST | T | H | B | BT | BB | HS | Đ | Ghi chú                                                     |
| -- | --------------- | -- | - | - | - | -- | -- | -- | - | ----------------------------------------------------------- |
| 1  | Aston Villa     | 0  | 0 | 0 | 0 | 0  | 0  | 0  | 0 | Tiến tới vòng 16 đội (hạt giống)                            |
| 2  | Bologna         | 0  | 0 | 0 | 0 | 0  | 0  | 0  | 0 | Tiến tới vòng 16 đội (hạt giống)                            |
| 3  | Celta Vigo      | 0  | 0 | 0 | 0 | 0  | 0  | 0  | 0 | Tiến tới vòng 16 đội (hạt giống)                            |
| 4  | Crystal Palace  | 0  | 0 | 0 | 0 | 0  | 0  | 0  | 0 | Tiến tới vòng 16 đội (hạt giống)                            |
| 5  | Dinamo Zagreb   | 0  | 0 | 0 | 0 | 0  | 0  | 0  | 0 | Tiến tới vòng 16 đội (hạt giống)                            |
| 6  | Freiburg        | 0  | 0 | 0 | 0 | 0  | 0  | 0  | 0 | Tiến tới vòng 16 đội (hạt giống)                            |
| 7  | Go Ahead Eagles | 0  | 0 | 0 | 0 | 0  | 0  | 0  | 0 | Tiến tới vòng 16 đội (hạt giống)                            |
| 8  | Lille           | 0  | 0 | 0 | 0 | 0  | 0  | 0  | 0 | Tiến tới vòng 16 đội (hạt giống)                            |
| 9  | Lyon            | 0  | 0 | 0 | 0 | 0  | 0  | 0  | 0 | Tiến tới vòng play-off đấu loại trực tiếp (hạt giống)       |
| 10 | Porto           | 0  | 0 | 0 | 0 | 0  | 0  | 0  | 0 | Tiến tới vòng play-off đấu loại trực tiếp (hạt giống)       |
| 11 | Real Betis      | 0  | 0 | 0 | 0 | 0  | 0  | 0  | 0 | Tiến tới vòng play-off đấu loại trực tiếp (hạt giống)       |
| 12 | AS Roma         | 0  | 0 | 0 | 0 | 0  | 0  | 0  | 0 | Tiến tới vòng play-off đấu loại trực tiếp (hạt giống)       |
| 13 | VfB Stuttgart   | 0  | 0 | 0 | 0 | 0  | 0  | 0  | 0 | Tiến tới vòng play-off đấu loại trực tiếp (hạt giống)       |
| 14 | CXĐ             | 0  | 0 | 0 | 0 | 0  | 0  | 0  | 0 | Tiến tới vòng play-off đấu loại trực tiếp (hạt giống)       |
| 15 | CXĐ             | 0  | 0 | 0 | 0 | 0  | 0  | 0  | 0 | Tiến tới vòng play-off đấu loại trực tiếp (hạt giống)       |
| 16 | CXĐ             | 0  | 0 | 0 | 0 | 0  | 0  | 0  | 0 | Tiến tới vòng play-off đấu loại trực tiếp (hạt giống)       |
| 17 | CXĐ             | 0  | 0 | 0 | 0 | 0  | 0  | 0  | 0 | Tiến tới vòng play-off đấu loại trực tiếp (không hạt giống) |
| 18 | CXĐ             | 0  | 0 | 0 | 0 | 0  | 0  | 0  | 0 | Tiến tới vòng play-off đấu loại trực tiếp (không hạt giống) |
| 19 | CXĐ             | 0  | 0 | 0 | 0 | 0  | 0  | 0  | 0 | Tiến tới vòng play-off đấu loại trực tiếp (không hạt giống) |
| 20 | CXĐ             | 0  | 0 | 0 | 0 | 0  | 0  | 0  | 0 | Tiến tới vòng play-off đấu loại trực tiếp (không hạt giống) |
| 21 | CXĐ             | 0  | 0 | 0 | 0 | 0  | 0  | 0  | 0 | Tiến tới vòng play-off đấu loại trực tiếp (không hạt giống) |
| 22 | CXĐ             | 0  | 0 | 0 | 0 | 0  | 0  | 0  | 0 | Tiến tới vòng play-off đấu loại trực tiếp (không hạt giống) |
| 23 | CXĐ             | 0  | 0 | 0 | 0 | 0  | 0  | 0  | 0 | Tiến tới vòng play-off đấu loại trực tiếp (không hạt giống) |
| 24 | CXĐ             | 0  | 0 | 0 | 0 | 0  | 0  | 0  | 0 | Tiến tới vòng play-off đấu loại trực tiếp (không hạt giống) |
| 25 | CXĐ             | 0  | 0 | 0 | 0 | 0  | 0  | 0  | 0 |                                                             |
| 26 | CXĐ             | 0  | 0 | 0 | 0 | 0  | 0  | 0  | 0 |                                                             |
| 27 | CXĐ             | 0  | 0 | 0 | 0 | 0  | 0  | 0  | 0 |                                                             |
| 28 | CXĐ             | 0  | 0 | 0 | 0 | 0  | 0  | 0  | 0 |                                                             |
| 29 | CXĐ             | 0  | 0 | 0 | 0 | 0  | 0  | 0  | 0 |                                                             |
| 30 | CXĐ             | 0  | 0 | 0 | 0 | 0  | 0  | 0  | 0 |                                                             |
| 31 | CXĐ             | 0  | 0 | 0 | 0 | 0  | 0  | 0  | 0 |                                                             |
| 32 | CXĐ             | 0  | 0 | 0 | 0 | 0  | 0  | 0  | 0 |                                                             |
| 33 | CXĐ             | 0  | 0 | 0 | 0 | 0  | 0  | 0  | 0 |                                                             |
| 34 | CXĐ             | 0  | 0 | 0 | 0 | 0  | 0  | 0  | 0 |                                                             |
| 35 | CXĐ             | 0  | 0 | 0 | 0 | 0  | 0  | 0  | 0 |                                                             |
| 36 | CXĐ             | 0  | 0 | 0 | 0 | 0  | 0  | 0  | 0 |                                                             |

## Vòng đấu loại trực tiếp
Trong vòng đấu loại trực tiếp, các đội sẽ đấu với nhau theo thể thức hai lượt trên sân nhà và sân khách, ngoại trừ trận chung kết chỉ một trận. Cấu trúc bảng đấu cho vòng đấu loại trực tiếp được cố định một phần trước bằng cách sử dụng việc xếp hạt giống, với vị trí của các đội trong bảng đấu được xác định bởi bảng xếp hạng cuối cùng trong vòng đấu hạng.Vòng đấu loại trực tiếp UEFA Europa League 2025–26

### Sơ đồ
Vòng đấu loại trực tiếp UEFA Europa League 2025–26

### Vòng play-off đấu loại trực tiếp
Vòng đấu loại trực tiếp UEFA Europa League 2025–26

### Vòng 16 đội
Vòng đấu loại trực tiếp UEFA Europa League 2025–26

### Tứ kết
Vòng đấu loại trực tiếp UEFA Europa League 2025–26

### Bán kết
Vòng đấu loại trực tiếp UEFA Europa League 2025–26

### Chung kết
Vòng đấu loại trực tiếp UEFA Europa League 2025–26

## Thống kê
Thống kê không bao gồm vòng loại và vòng play-off.